# Hölgyfutár (folyóirat, 1876–1878)
A Hölgyfutár rövid életű szépirodalmi hetilap volt, amelyet K. Papp Miklós szerkesztett és adott ki Kolozsvárt 1876. szeptember 28-tól 4-rét egy ives heti számokban. Miután a kellő irodalmi erők hiányoztak a lapnál, „pártolás hiányában” 1878. december 26-án megszűnt.